# Florian Kohls
Florian Kohls (* 3. April 1995 in Berlin) ist ein deutscher Fußballspieler, der auf der Position des Mittelfeldspielers eingesetzt wird. Er steht bei Blau-Weiß 90 Berlin unter Vertrag.

## Karriere

### Jugend
Kohls machte als Fünfjähriger seine ersten fußballerischen Schritte in der Jugend des Mariendorfer SV. 2009 wechselte er vom BFC Preussen in die Jugend von Hertha BSC.

### Vereine
Am 24. August 2015 erhielt Kohls einen bis 2017 gültigen Profivertrag bei Hertha BSC. Sein Bundesligadebüt gab er am 23. April 2016 bei der 0:2-Niederlage gegen den FC Bayern München, als er in der 83. Spielminute für Tolga Ciğerci eingewechselt wurde.
Zur Saison 2017/18 wechselte Kohls zum Drittligisten Würzburger Kickers, der gerade aus der 2. Liga abgestiegen war. Dort stand er bis zum 30. Juli 2019 unter Vertrag und kam für die Profis und die Amateurmannschaft zu jeweils sechs Einsätzen.
Im Sommer 2019 unterschrieb der Mittelfeldspieler einen Einjahresvertrag beim Oberligisten Blau-Weiß 90 Berlin.